# بزرگراه بروس

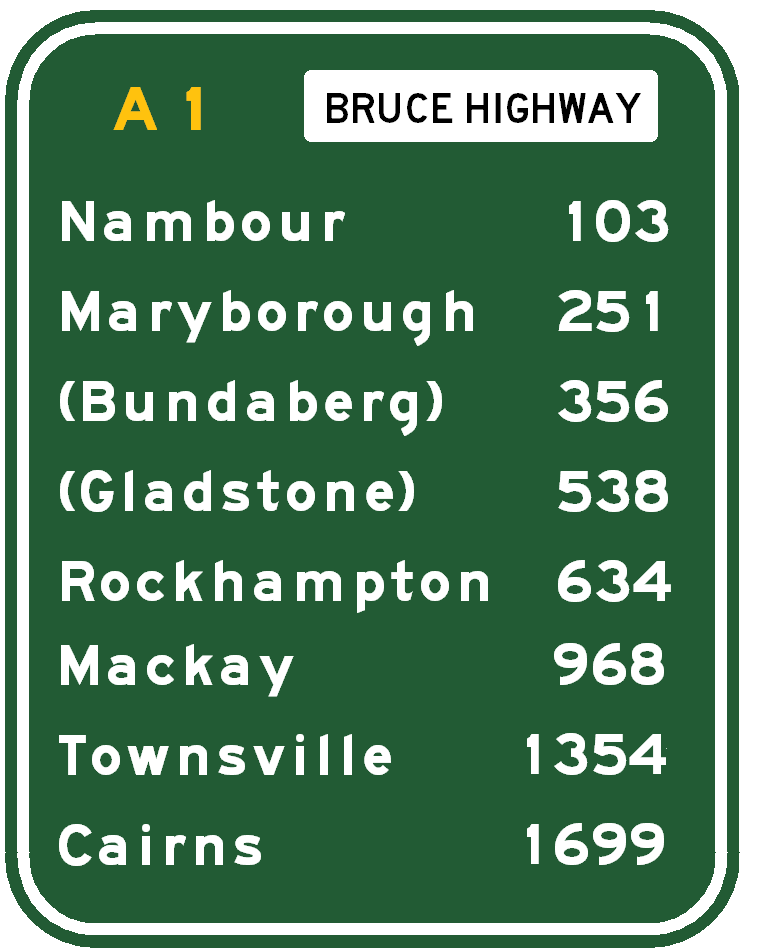
مسافت شهرهای بزرگ کوئینزلند از بریزبن از طریق بزرگراه بروس.

استرالیا

بزرگراه بروس، یکی از بزرگراه‌های اصلی در ایالت کوئینزلند، در شمال شرقی کشور استرالیا است. این بزرگراه از شهر بریزبن، پایتخت ایالت کوئینزلند در جنوب شرقی این ایالت شروع و با یک نوار ساحلی که نمایش چهارفصل را دارد، به سمت شمال شرقی ایالت کشیده می‌شود و در نهایت به شهر کنز، درFar North Queensland می‌رسد.
بزرگراه بروس، بزرگ‌ترین کریدور ترافیکی در کوئینزلند است که به عنوان بخشی از شبکه بزرگراه‌های ملی استرالیا و همچنین بخشی از بزرگراه‌های این کشور شناخته می‌شود. طول بزرگراه بروس در حدود ۱٬۶۷۹ کیلومتر (۱٬۰۴۳ مایل) است. نام این بزرگراه، از سیاست‌مدار سابق کوئینزلند، هنری آدام بروس گرفته شده‌است.

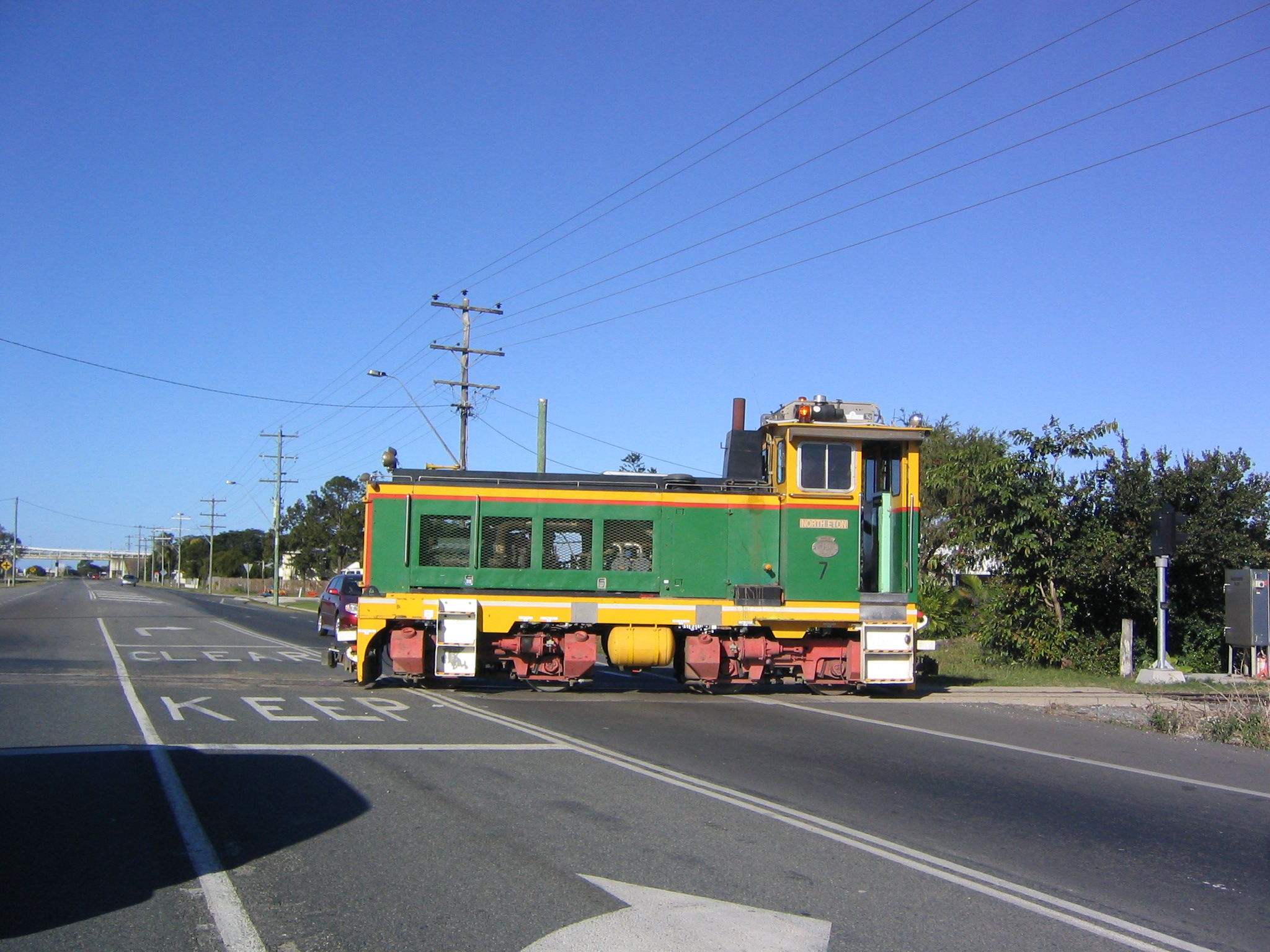
عبور قطار نیشکر از عرض بزرگراه بروس.

شهرهای ماری بورو، راکهمپتون، مکای، تاونزویل و کنز از جمله شهرهایی هستند که در مسیر این بزرگراه قرار دارند. بزرگراه بروس از مناطق ساحلی، جنگل‌های بارانی و کوهستانی عبور می‌کند و دارای آب و هوای نیمه گرمسیری و استوایی است.

## تاریخ

### بقایای جاده‌های اولیه به شمال بریزبن
جاده‌های شمال بریزبن در روزهای اولیه استقرار، به دلیل نیاز به استفاده از گذرگاه‌های سطح پایین مطمئن رودخانه‌ها و نهرها در بالادست ساحل محدود شده بود.
«جاده کاج جنوبی» از جاده انوگرا در آلدرلی از طریق اورتون پارک تا اورتون هیلز، عبور از کدرون بروک.
«جاده بانیا» از جاده کاج جنوبی در اورتون هیلز تا عبور از جاده در دریپر، پس از عبور از رود ساوث پاین در کراسینگ دریپرز یک گذرگاه مقرون به صرفه است.
«جاده شمالی قدیم» از جاده ساوت پاین در پارک اورتون تا «جاده ساوت پاین دیگر» در آلبنی کریک امتداد دارد. (ایتونز عبور از این جاده (شمال رودخانه ساوث پاین) امتداد دارد به دریپر. این جاده کاج جنوبی به سمت شمال بر روی رودخانه ساوث پاین از طریق Cash's Crossing و از آنجا به جاده Gympie در Strathpine ادامه می‌یابد.
«جاده شمالی قدیم» این جاده کاج جنوبی را در برندیل به جاده گذرگاه یانگز در پارک بری پیوند می‌دهد. Youngs Crossing Road پس از عبور از North Pine River به جاده Dayboro در پتری، کوئینزلند ادامه می‌دهد. بیشتر در بالادست، Whiteside Road (اکنون توسط دریاچه سامسون ویل زیر آب فرورفته است) یک گذرگاه قابل تردد در تقاطع کوئین فراهم کرد هنگامی که سطح آب در تقاطع یانگز خیلی بالا بود.
در شمال، بخش دیگری از «جاده شمالی قدیم» از جاده en:Caboolture River در Upper Caboolture شروع می‌شود، از Caboolture River در Zillmans Crossing می‌گذرد و به واموران، کوئینزلند ادامه می‌دهد.
جاده‌های اولیه از گذرگاه رود نورث پاین تا تقاطع رود کابولچر ممکن است شامل بخش‌هایی از این موارد باشد:
- جاده نارنگباً از خیابان آنزاک در کالانگور به نارنگبا، جایی که می‌شود (پس از طی مسافت کوتاهی به عنوان خیابان اصلی) Oakey Flat Road, به "Morayfield Road" در Morayfield.[۱۱]